# Hillside Cannibals
Hillside Cannibals è un film statunitense del 2006 diretto da Leigh Scott. È un B movie horror prodotto da The Asylum, società specializzata nelle produzioni di film a basso costo per il circuito direct-to-video. Come molti film dell'Asylum, anche questo è stato prodotto per sfruttare il successo di un film uscito nello stesso anno, precisamente Le colline hanno gli occhi (The Hills Have Eyes in originale).

## Trama
Durante il XVI secolo, Sawney Bean, uno psicopatico senza scrupoli, aveva guadagnato notorietà come uno dei serial killer più brutali del mondo, anticipando Jack lo Squartatore di diverse centinaia di anni. Sawney era un cannibale che catturava le sue vittime e le massacrava, banchettando poi con i loro resti.
Le sue pratiche vengono continuate, nel corso dell'epoca contemporanea, dai suoi discendenti, che abitano in vaste grotte comunicanti e si nutrono della carne degli avventori. Alcuni ragazzi li scoprono  mentre esplorano la ripida parete rocciosa dove vivono i discendenti di Sawney.

## Produzione
Il film fu prodotto da The Asylum e girato a Calico Ghost Town, nel deserto del Mojave, e nell'Odessa Canyon, a Yermo, in California dal 3 dicembre 2005 all'11 dicembre 2005 con un budget stimato in 600.000 dollari. La colonna sonora è firmata da Mel Lewis. Il titolo di lavorazione fu Hillside Cannibals: The Legend of Sawney Bean.  Il film è un mockbuster di Le colline hanno gli occhi (The Hills Have Eyes) uscito nello stesso anno.Sawney Bean è un personaggio della Scozia del XVI secolo realmente esistito, anche se la sua effettiva esistenza è tutt'oggi disputata.

## Distribuzione
Il film è stato distribuito solo per l'home video. Alcune delle uscite internazionali sono state:
- 28 marzo 2006 negli Stati Uniti (Hillside Cannibals)
- 24 maggio 2007 in Grecia (Tromos stous lofous)
- 27 settembre 2007 in Ungheria